# Nolito
Manuel Agudo Durán, conhecido como Nolito (Sanlúcar de Barrameda, 15 de outubro de 1986), é um futebolista espanhol que atua como ponta-esquerda. Atualmente está no Ibiza.

## Clubes

### Barcelona
Nolito chegou ao Barcelona com 22 anos, já tendo jogado no Écija Balompié e no Sanluqueño. No dia 3 de outubro de 2010, com 23 anos, Nolito estreou-se em La Liga pelo Barcelona, substituindo Pedro Rodríguez num empate de 1 a 1 em casa diante do Mallorca. No dia 10 de novembro de 2010, marcou seu primeiro gol pelo clube contra o Ceuta, pela Copa do Rei 2010–11.

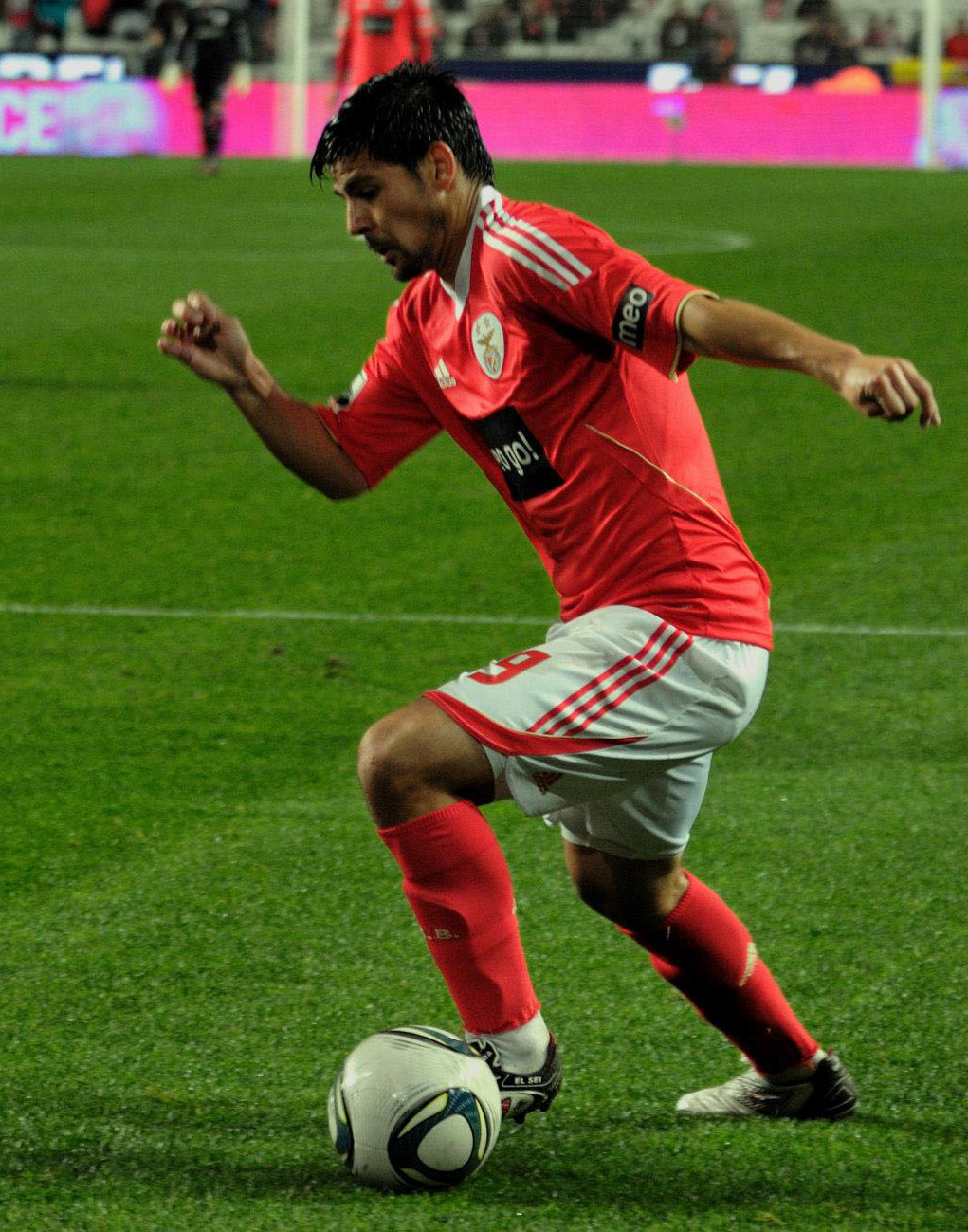
Nolito atuando pelo Benfica

### Benfica
O Benfica o contratou no dia 1 de julho de 2011. Estreou marcando um gol na partida contra o Trabzonspor pela Liga dos Campeões da UEFA de 2011–12 – Rodadas de Qualificação em 28 de julho.
No dia 20 de agosto de 2011, igualou Eusébio ao marcar nos primeiros cinco jogos oficiais na temporada de estreia. Eusébio era até então o único jogador do Benfica até à data a conseguir este feito.
Sem atuar com regularidade, foi emprestado em janeiro de 2013 ao Granada até o restante daquela temporada.

### Celta de Vigo
O Celta de Vigo o contratou por quatro temporadas no dia 1 de julho de 2013. Reencontrou o treinador Luis Enrique, com quem havia trabalhado no Barcelona.

### Manchester City
No dia 1 de julho de 2016, foi contratado pelo Manchester City por quatro temporadas. Nolito fez sua estreia pelo City no dia 13 de agosto, jogando 59 minutos em uma vitória de 2 a 1 contra o Sunderland, no Etihad Stadium. Três dias depois, marcou seu primeiro gol, também dando uma assistência de Sergio Agüero numa goleada por 5 a 0 sobre o Steaua Bucureşti, da Romênia, em partida válida pelos playoffs da Liga dos Campeões.

### Sevilla
No dia 16 de julho de 2017, assinou por três temporadas com o Sevilla.

## Seleção Nacional
Estreou pela Seleção Espanhola principal no dia 18 de novembro de 2014, em um amistoso contra a Alemanha. Atuou na Eurocopa de 2016 e marcou um gol no jogo entre Espanha e Turquia.

## Títulos
Barcelona
- Campeonato Espanhol: 2010–11

Benfica
- Taça da Liga: 2011–12

### Prêmios individuais
- 72º melhor jogador do ano de 2016 (Marca)[14]

### Artilharias
- Eusébio Cup de 2011 (1 gol)